# Scopula grasuta
Scopula grasuta là một loài bướm đêm trong họ Geometridae.